# Semiothisa odataria
Semiothisa odataria är en fjärilsart som beskrevs av Swinhoe 1893. Semiothisa odataria ingår i släktet Semiothisa och familjen mätare. Inga underarter finns listade i Catalogue of Life.